# Nephrotoma setirostra
Nephrotoma setirostra är en tvåvingeart som beskrevs av Alexander 1963. Nephrotoma setirostra ingår i släktet Nephrotoma och familjen storharkrankar.
Artens utbredningsområde är Madagaskar. Inga underarter finns listade i Catalogue of Life.